# Janko Bobetko
Janko Bobetko (Crnac pokraj Siska, 10. siječnja 1919. – Zagreb, 29. travnja 2003.) bio je general Hrvatske vojske i načelnik Glavnog stožera Oružanih snaga Republike Hrvatske od 1992. do 1995. godine.

## Životopis
Rođen je 10. siječnja 1919. godine u Crncu pokraj Siska. U Sisku je pohađao gimnaziju, a nakon toga je upisao Veterinarski fakultet u Zagrebu. Godine 1938. postaje član Komunističke partije Hrvatske (KPH), a 1941. godine je sudjelovao u pripremi ustanka u svom kraju.

### Drugi svj. rat i poslije Drugoga svjetskoga rata
Za vrijeme Drugoga svjetskoga rata bio je: delegat čete, komesar 2. čete 1. bataljona Banijskoga partizanskog odreda, komesar 2. bataljona Banijskoga partizanskog odreda, referent saniteta 8. brigade Banijskoga partizanskog odreda, politički komesar 3. i 4. brigade 7. Banijske divizije, politički komesar 32. zagorske divizije.
Tijekom rata bio je tri puta ranjavan (1943., 1944. i najteže 3. siječnja 1945. godine u borbama kod Špišić Bukovice kraj Virovitice). Nakon teškog ranjavanja bio je na liječenju u Mađarskoj i Beogradu.
Po završetku Drugoga svjetskoga rata i nakon oporavka od posljedica ranjavanja ostao je u aktivnoj službi Jugoslavenske armije službujući u garnizonima: Štip, Subotica, Sarajevo, Beograd, Dubrovnik, Split i Zagreb. 
Obavljao je razne političke i vojne dužnosti: komesar u S.S.N.N.O, komesar 45. divizije u III. Armiji, politički komesar Pješadijske oficirske škole u Sarajevu, načelnik Uprave za snabdijevanje vojnih lica Državnog sekretarijata za narodnu obranu u Beogradu, komandant Desantnog odreda mornaričke pješadije u Dubrovniku (Kumbor, Boka kotorska). 
Godine 1959. postaje pomoćnik komandanta za pozadinu Jugoslavenske ratne mornarice u Splitu, a 1966. godine imenovan je načelnikom Štaba V. Armijske oblasti u Zagrebu.
Osim toga, bio je biran i za zastupnika Republičkog vijeća u Saboru Socijalističke Republike Hrvatske.
Prvi čin poručnika Narodnooslobodilačke vojske i partizanskih odreda Jugoslavije dobio je 1. svibnja 1943. godine. Kraj rata dočekao je u činu potpukovnika Jugoslavenske armije. Potom je unaprjeđivan u činove: pukovnika, general-majora (1956.) i general-potpukovnika (1967.). Aktivna vojna služba u činu general-potpukovnika JNA prestala mu je suspenzijom (2. prosinca 1971. godine), i prisilnim umirovljenjem. Zbog političkog djelovanja tijekom "Hrvatskog proljeća" isključen je i iz SKJ, a zabranjeno mu je i svako javno istupanje.
Tijekom službovanja u JNA završio je: Srednji politički kurs (1943.), Višu vojnu akademiju (V. klasa, Beograd, 1953.) i Kurs operatike na Ratnoj školi JNA (X. klasa, Beograd, 1963.). Ispitnu temu za čin general-majora obranio je 1956. godine.
Nositelj je Partizanske spomenice 1941., a odlikovan je i: Ordenom partizanske zvijezde II. reda, Ordenom bratstva i jedinstva I. i II. reda, Ordenom zasluga za narod sa zlatnom zvijezdom, Ordenom za vojne zasluge s velikom zvijezdom, Ordenom narodne armije II. reda, Ordenom za hrabrost, Ordenom narodne armije s lovorovim vijencem, Ordenom ratne zastave, Ordenom Republike sa srebrnim vijencem, Ordenom za vojne zasluge s velikom zvijezdom, te je dobitnik spomen medalja za 10. i 20. obljetnicu JNA. Odlikovan je i bugarskim Ordenom sv. Aleksandra IV. stupnja s krunom.

### Neovisna Hrvatska i Domovinski rat
Promjenama nastalim u Hrvatskoj nakon prvih višestranačkih izbora 1990. godine, omogućeno je i njemu, nakon 18 godina političke izolacije, ponovno uključiti se u hrvatski vojni i politički život.
Zapovjednikom Banijsko-Kordunskog područja imenovan je 18. srpnja 1991. godine. U čin djelatnoga generala zbora HV-a promaknut je 4. siječnja 1992. godine. Glavnim savjetnikom za borbenu uporabu, obuku i školstvo sastava Hrvatske vojske u Ministarstvu obrane imenovan je 8. siječnja 1992. godine. Na navedenoj dužnosti ostaje do 10. travnja 1992. godine kada je imenovan za zapovjednika svih postrojbi Hrvatske vojske na Južnom bojištu od Splita do Dubrovnika. Na ovoj dužnosti ostaje do 20. studenoga 1992. godine. Kao zapovjednik Južnog bojišta, organizirao je pripreme i izvođenje operacije deblokade Dubrovnika i oslobađanja krajnjeg juga Hrvatske.
Dana 20. studenoga 1992. godine imenovan je načelnikom Glavnoga stožera Hrvatske vojske (GS HV). Na toj dužnosti ostaje do 15. lipnja 1995. godine, zapovijedajući svim organizacijskim, ustrojbenim, kadrovskim i vojno-stručnim pripremama Hrvatske vojske za konačno oslobađanje svih okupiranih područja Republike Hrvatske. Osobitu pozornost posvećivao je obuci i školovanju te provođenju složenih vježbi i gađanja. Kao načelnik GS OS RH rukovodio je svim poslovima planiranja oslobodilačkih vojno-redarstvenih operacija: „Maslenica” „Medački džep” „Bljesak” i „Oluja”. Bio je član Vojnoga savjeta u Ministarstvu obrane (1992.), Vijeća narodne obrane Republike Hrvatske (1992.), Vijeća obrane i nacionalne sigurnosti (1993.) i Predsjedničkoga vijeća obrane i nacionalne sigurnosti (1993. ‒ 1995.).
U čin stožernoga generala HV-a promaknut je 24. svibnja 1995., a umirovljen je 15. srpnja 1995. godine.
Odlaskom u mirovinu aktivirao se politički i na izborima 1995. godine izabran je drugi put za narodnoga zastupnika u Hrvatskom saboru. U tom razdoblju bio je predsjednik Odbora za ratne veterane Zastupničkoga doma Sabora, član Odbora za unutarnju politiku i nacionalnu sigurnost, član Odbora za izbor, imenovanja i upravne poslove, član Državnog povjerenstva za povijesne i ratne žrtve te član Predsjedničkog vijeća u Odboru za socijalna i društvena pitanja, mladež i šport.
Za svoj rad u OS RH dobio je više odličja: Spomenicu Domovinskog rata (1992.), Red hrvatskog trolista (1995.), Red bana Jelačića (1995.), Red kneza Domagoja s ogrlicom (1995.), Velered kralja Petra Krešimira IV. s lentom i Danicom (1995.), medalju „Bljesak“ (1995.), Spomenicu domovinske zahvalnosti za 5 godina (1996.), medalju za iznimne pothvate (1996.), medalju „Oluja“ (1998)., Red Ante Starčevića (1998.) te više pohvala Vrhovnog zapovjednika OS RH.

### Sve moje bitkeiSava je ipak potekla prema Zagrebu
Godine 1996. general Bobetko je objavio knjigu Sve moje bitke u kojoj je opisao sve svoje pobjede u Domovinskom ratu. U njoj je prikazao vojne zemljovide u operacijama Čagalj, Tigar, Maslenica, Medački Džep, Bljesak i Oluja. U toj knjizi je napisao i: 
Godine 2002. objavio je knjigu Sava je ipak potekla prema Zagrebu.

### Otvoreno pismo dvanaestorice hrvatskih ratnih zapovjednika hrvatskoj javnosti
Bio je supotpisnikom Otvorenog pisma dvanaestorice hrvatskih ratnih zapovjednika hrvatskoj javnosti od 28. rujna 2000. godine, zbog kojeg je ondašnji predsjednik Republike Hrvatske Stjepan Mesić prisilno umirovio sedmoricu hrvatskih generala.

### Međunarodni sud za ratne zločine počinjene na području bivše Jugoslavije
Međunarodni sud za ratne zločine počinjene na području bivše Jugoslavije je generala Bobetka optužio za ratne zločine počinjene 1993. godine u operaciji Medački Džep. General Bobetko je tada izjavio da u Haag neće otići živ i nije htio primiti optužnicu. Međunarodni sud u Haagu donio je 2012. godine oslobađajuću presudu za sve hrvatske generale, tako i za Janka Bobetka. 

### Obitelj stožernog generala Hrvatske vojske Janka Bobetka
Obiteljske prilike: otac Ivan (veljača 1887. ‒ siječanj 1943.), lučki radnik; majka Kata, domaćica (rođena Jakovljević, prosinac 1891. ‒ studeni 1973.). Imao je četvero braće: Miju (kolovoz 1912. ‒ ožujak 1944.), Ivana (listopad 1913. ‒ ožujak 1930.), Mirka (Dragan–Maga, travanj 1916. ‒ listopad 1945.) i Matu (studeni 1920. ‒ lipanj 1942.). Bio je u braku s Magdalenom (rođena Martinac, siječanj 1924. ‒ veljača 2014.), i s njom je imao tri sina: Milana, Dragana i Ivana.
Stožerni general HV Janko Bobetko umro je 29. travnja 2003. godine u Zagrebu, a pokopan je na Gradskom groblju u Sisku.

## Dužnosti
- politički komesar brigade
- politički komesar 32. divizije
- od 1966. do 2. prosinca 1971. - načelnik štaba 5. armijske oblasti JNA
- od 10. travnja 1992. - zapovjednik Južnog bojišta
- 10. rujna 1992. - Član Vijeća narodne obrane Republike Hrvatske
- od 20. studenoga 1992. do 1995. godine - načelnik Glavnog stožera OS RH
- 16. studenoga 1993. - Član Predsjedničkog vijeća obrane i nacionalne sigurnosti

- Privremeni predsjednik Zastupničkoga doma Hrvatskoga sabora

### Činovi
- General zbora - od 4. siječnja 1992.
- Stožerni general - od 24. svibnja 1995.

## Odličja, medalje i pohvale
- 26. svibnja 1995. - Red hrvatskog trolista
- 26. svibnja 1995. - Red bana Jelačića
- 26. svibnja 1995. - Red kneza Domagoja s ogrlicom[9]
- 28. svibnja 1995. - Velered kralja Petra Krešimira IV. s lentom i Danicom
- 20. svibnja 1996. - Spomenica domovinske zahvalnosti
- 8. siječnja 1998. - Medalja Oluja
- 26. svibnja 1998. - Red Ante Starčevića
- 2002.: nagrada Bili smo prvi kad je trebalo za knjigu Sava je ipak potekla prema Zagrebu.

## Djela
- Dubrovnik: jedno lice rata: 1991-1992.: Primorje, Župa, Cavtat, otoci, Konavle, Fond Sv. Vlaho, Zagreb, 1993. (suautorica Marija Braut)[10]
- Sve moje bitke, vl. naklada, Zagreb, 1996. (tri izdanja)[11]
- Sava je ipak potekla prema Zagrebu: govori, članci, intervjui 1990. – 2002., vl. naklada, Zagreb, 2002.

## Spomen
- Glavna ulica u zagrebačkom naselju Podbrežje nosi ime Janka Bobetka.[12]
- Ulica u Dubrovniku 2019. godine imenovana je po njemu, Ulica generala Janka Bobetka.[13]

## Vanjske poveznice
- In memoriam: Janko Bobetko, Dom i svijet, broj 424., 2. svibnja 2003., HIC, (u međumrežnoj pismohrani archive.org 19. siječnja 2004.)